# 白水杜康酒
白水杜康酒简称白水杜康，是白水县出产的一系列白酒，陕西在1973年于白水县设厂酿酒，采用“杜康”商标，但因洛阳也于辖下伊川、汝阳两县设厂，采用相同商标，种下了如何纠纷隐患。白水杜康包括清香型、浓香型、和兼香型，推出后虽受欢迎和多次获奖，但1990年代酒厂因市场和体制等问题陷入困境，于1997年6月被三九企业集团收购后仍无起色，肇因酒厂和同样以杜康酒命名其产品的上述两厂卷入长达二十年的纠纷，造成品牌资源被严重透支和稀释；使任何厂家都无暇于“杜康”商标的运维推广，造成商标的市值严重缩水，所以现在白水杜康沦为二线地方品牌。现产品包括“白水杜康”和“十三朝”系列。